# 1984年電子遊戲界

## 事件
- 第五届街机奖举办，授奖对象为1982－1983年发行的游戏。《顶尖车手》获年度投币游戏奖，《吃豆人小姐》获年度游戏机游戏奖，《淘金者》获年度电脑游戏机奖，《Q*bert》获年度专用机独立游戏奖。

## 知名产品

### 游戏
街机
- 4月 — 南梦宫发行《大蜜蜂》的续作《Gaplus》。
- 7月 — Data East发行Technōs Japan的《Karate Champ》，这奠基了格斗游戏。
- 7月20日 — 南梦宫发行了街机版《迷宫塔》，这是动作角色扮演游戏的先驱者。
- 8月 — 南梦宫发行了《Pac-Land》，这是横向卷轴平台游戏的奠基者。
- 11月1日 — 南梦宫发行了《铁板阵》的衍生作品《Grobda》。
- 12月 — 南梦宫发行了《超级铁板阵》和《Dragon Buster》，后者是最早使用生命条的游戏之一。
- 12月 — Irem发行了《Kung-Fu Master》，这是清版动作游戏的奠基者。
- David Ralston开发《Paperboy》。雅达利之后在1985年4月推出街机版，此后又移植到多个系统，其特色为创新的自行车把转向控制器。
- Donald R. Lebeau开发《Gauntlet》。雅达利在1985年10月推出街机版，其后来又移植到雅达利8位家族。

电脑

俄罗斯方块游戏概略图

- 5月10日 － 雪乐山在IBM PC推出国王密使系列系列首作《国王密使I》，这是最早使用AGI引擎的游戏。俄罗斯方块游戏概略图6月6日 － 阿列克谢·帕基特诺夫在苏联的Electonika 60创作了《俄罗斯方块》。雅达利游戏和世嘉皆在1988年发型街机版，任天堂则在1989年推出了最普及的FC和Game Boy版。
- 9月20日 － Acornsoft发型了David Braben和Ian Bell创作了《Elite》。这是早期最具影响力的线框三维空间游戏，支持六方位自由度（英语：Six degrees of freedom）与很独特的开放式设计。
- 10月 － 日本Falcom推出了木屋善夫的《屠龙剑》，《屠龙剑》及其续作奠基了动作角色扮演游戏类型。
- 12月 － T&E Soft发型了《Hydlide》，游戏先于塞尔达传说和伊苏，是早期采用体力恢复机制的动作角色扮演游戏[1]。
- 12月7日 －Ultimate Play The Game在ZX Spectrum推出《Knight Lore》。这是Sabreman系列的第三作，为首款采用等角投影画面引擎的游戏。
- 《Alley Cat》在IBM PC兼容机发行。
- Bullet-Proof Software推出《The Black Onyx》，游戏在日本推动了回合制角色扮演游戏。
- Brøderbund发行了Dave Murry和Barry Murry的《The Ancient Art of War》。这是一款即时战术游戏，还是即时战略游戏的先驱。
- Mike Singleton的战略冒险游戏《The Lord of Midnight》推出。

游戏机
- 6月4日 － 任天堂推出了红白机版《大金刚3》。
- 12月17日 － 任天堂在红白机推出《敲冰块》和《气球大战》。

### 硬件
- RDI Systems推出了镭射影碟家用游戏机Halcyon。
- 雅达利公布了雅达利7800游戏机。但游戏因为销售和法律问题，搁置到1986年。

## 商业
- 新公司：Accolade、Angel Studios（2002年11月更名為Rockstar San Diego）、CHUNSOFT、Gremlin Graphics、Kemco、New World Computing。
- 歇业公司：Astrocade。
- 孩之寶收购Milton Bradley Company。
- Management Sciences America收购Edu-Ware Services。
- 华纳通讯卖出雅達利有限公司（Atari, Inc.）給Trame科技有限公司，更名為雅達利公司（Atari Corporation），同時將原雅達利有限公司的街機部门，由新成立公司雅达利游戏負責管理。
- CSK收購世嘉企业。